# Claes Oldenburg
Claes Oldenburg (Estocolm, 28 de gener de 1929 - Nova York, 18 de juliol de 2022) fou un escultor suec, pioner de l'art pop, conegut per les seves escultures monumentals, sovint creades en col·laboració amb la seva dona, l'escultora, historiadora i crítica de l'art neerlandesa Coosje van Bruggen (1942-2009), amb qui va treballar durant les més de tres dècades de la seva vida compartida (1976-2009).

## Biografia
Va néixer a Estocolm, on el seu pare estava destinat com a diplomàtic. Entre 1960 i 1965 Oldenburg va dur a terme cert nombre de happenings, entre els quals destaca Autobodys (1964, Los Angeles), que incloïa automòbils, multituds de gent i grans quantitats de galledes de gel en el marc d'un esdeveniment artístic on el públic quedava implicat i se'l feia participar.
Els accessoris toscament pintats que va emprar en aquests actes constituïxen la base de la seva futura escultura. El 1961 va obrir una botiga a Nova York on venia reproduccions en escaiola d'hamburgueses, sandvitxos, pastissos i altres tipus de menjar ràpid. Més tard va construir noves versions d'aquests objectes a escala gegantesca realitzats amb vinil farcit d'escuma de cautxú.
Va continuar utilitzant aquests materials tous, sobretot el vinil i les lones en les seves sèries d'objectes escultòrics posteriors com accessoris de cambra de bany, ventiladors i màquines d'escriure.
Aquestes obres, anomenades escultures toves, transformen l'objecte d'ús quotidià gràcies al canvi d'escala i de material (vinil, fibra de vidre, guix, plàstics...), però al seu torn, trastoca el concepte d'escultura tradicional que consistia a tancar la forma en un material rígid.
Entre les seves obres més famoses destaca la seva gegant Pinça per a la roba (1974), Màquina d'escriure tova (1963) i el Ratolí geomètric. El 1989 va rebre el Premi de la Fundació Wolf de les Arts de Jerusalem i el 1995 va obtenir el Premi Schock, atorgat per un comitè de la Reial Acadèmia Sueca de Música.
Al barri de La Clota de Barcelona hi ha Els mistos (1992).